# Amanda Mair (musikalbum)
Amanda Mair är Amanda Mairs självbetitlade debutalbum, utgivet 15 februari 2012 på Labrador. Från skivan släpptes tre singlar: "House", "Doubt" och "Sense".

## Låtlista
1. "Said and Done" (Johan Angergård)
2. "Doubt" (Philip Ekström)
3. "House" (Philip Ekström)
4. "Sense" (Johan Angergård)
5. "Skinnarviksberget" (Pelle Carlberg)
6. "Before" (Johan Angergård/Niklas Angergård)
7. "It's Gonna Be Long" (Johan Angergård)
8. "What Do You Want" (Roger Gunnarsson)
9. "You've Been Here Before" (Johan Angergård)
10. "Leaving Early" (Johan Angergård)

## Personal
- Philip Ekström - producent
- Peter Eriksson - design
- Philip Granqvick - mastering
- Amanda Mair - medverkande musiker
- Kjell B Persson - fotografi

## Listplaceringar
| Lista (2012) | Topplacering |
| ------------ | ------------ |
| Sverige      | 16           |

### Fotnoter
1. ↑  ”Amanda Mair”. Discogs.com. http://www.discogs.com/Amanda-Mair-Amanda-Mair/release/3414448. Läst 20 februari 2012.
2. ↑  Placeringar på den svenska albumlistan